# Ulrich Wilhelm de Roepstorff
Ulrich Wilhelm lensgreve de Roepstorff (født 12. juli 1729 (måske i Oldenborg), død 2. april 1821 på Einsidelsborg) var generalguvernør i Dansk Vestindien og godsejer.

## Søofficer
Han var en søn af oberstløjtnant Christian Frederik de Roepstorff (f. 1689 d. 1741) og Christiane Marie f. v. Røbern (f. 1703 d. 1775). Opdraget til søofficer blev han 1741 volontær kadet, 1746 kadet, tog 1747 med fregatten Falster til Algier på egen bekostning, blev 1753 sekondløjtnant, sendtes 1755 med orlogsskibet Slesvig til Middelhavet, blev 1757 premierløjtnant og var 1757-58 med orlogsskibet Neptunus til Middelhavet og Konstantinopel.

## I Dansk Vestindien
I 1760 blev han sendt til Vestindien som næstkommanderende ved Marinekompagniet under kaptajn C.F. Stavanger, og 1761 ankom han til Sankt Thomas med vestindiefareren Cronprins Christian. Her hævede han en sunken fregat, Blaa Heyren, på ordre fra "det sekrete råd" på øerne, men uden at spørge skibets kaptajn til råds. Han, kaptajn Stavanger, klagede over Roepstorff, som blev kaldt tilbage til København, hvortil han ankom i maj 1762. Han blev dømt for at have brugt usømmelig sprogbrug om kaptajn Stavanger og for at have været uhøflig og blev dømt til at betale to måneders løn i bøde. Dommen blev senere ændret til en reprimande.
Roepstorff avancerede 1763 til kaptajnløjtnant, men udgik året efter af etaten, da han efter indstilling fra Rentekammeret blev udnævnt til kommandant på Sankt Thomas og Sankt Jan og fik rang med oberstløjtnanter.
I 1765 tog han til Vestindien, men blev 1767 hjemkaldt på grund af stridigheder med og ulydighed mod generalguvernøren Peter Clausen, og da Det vestindisk-guineiske Rente- og Generaltoldkammer frygtede, at han ikke egnede sig til atter at blive udsendt i nogen underordnet stilling, blev han afskediget med pension 1770. Under Struensees regimente havde han den tilfredsstillelse at afløse sin gamle modstander Clausen som generalguvernør, men måtte i 1773 allerede atter vige pladsen for ham. Hermed var hans embedsbane afbrudt; dog fik han 1783 igen på Statens vegne med de vestindiske forhold at gøre som medlem af kommissionen til at undersøge slavernes og deres herrers forhold til hverandre.

## Godsejer
Han slog sig senere ned på Fyn, hvor han blev en af landets betydeligste godsejere. I 1784 købte han hovedgården Østergård i Munkebo Sogn, senere hele to baronier, Einsidelsborg og Kjørup, hvoraf han ved endnu at tilføje 200.000 rigsdaler i bankfonds 4. april 1810 fik oprettet Grevskabet Roepstorff, hvorhos han og søstersønnen Christian Alexander von Petersdorff, til fordel for hvem grevskabet erigeredes, 12. juni 1810 optoges i grevestanden.

## Filantropi
1800 tilbød Roepstorff sin tjeneste ved Søetaten uden at ønske nogen løn. Han indrømmede samtidig, at han havde glemt noget af sit sømandsskab. Han skrev følgende: "Vel muligt, men det at lægge mig Fjenden nær, staae og slaae, glemmes aldrig". I 1801 tilkendegav kongen ham sin særdeles velbehag i anledning af, at Roepstorff havde skænket 2.500 rigsdaler til Søkvæsthuset efter slaget på Reden.
Han anlagde et sukkerraffinaderi i Odense, betænkte af sine rige midler adskillige velgørende stiftelser og stiftede det store Roepstorffske Familielegat ved årlige pengetilskud (fra grevskabet) lige til år 1900.
I 1818 blev han udnævnt til gehejmekonferensråd. Han døde 2. april 1821, ugift, på Einsidelsborg, agtet i omegnen på grund af sin godgørenhed. Han udgav flere små pjecer, der foruden at rumme adskillige ekscentriske indfald belyser hans patriotiske sindelag og interesse for en gavnlig og velgørende anbringelse af hans kapitaler. Han er begravet på Krogsbølle Kirkegård. Der findes et portrætmaleri af de Roepstorff tilskrevet Jens Juel og en pastel af Christian Horneman fra 1810.